# Convair F-106 Delta Dart

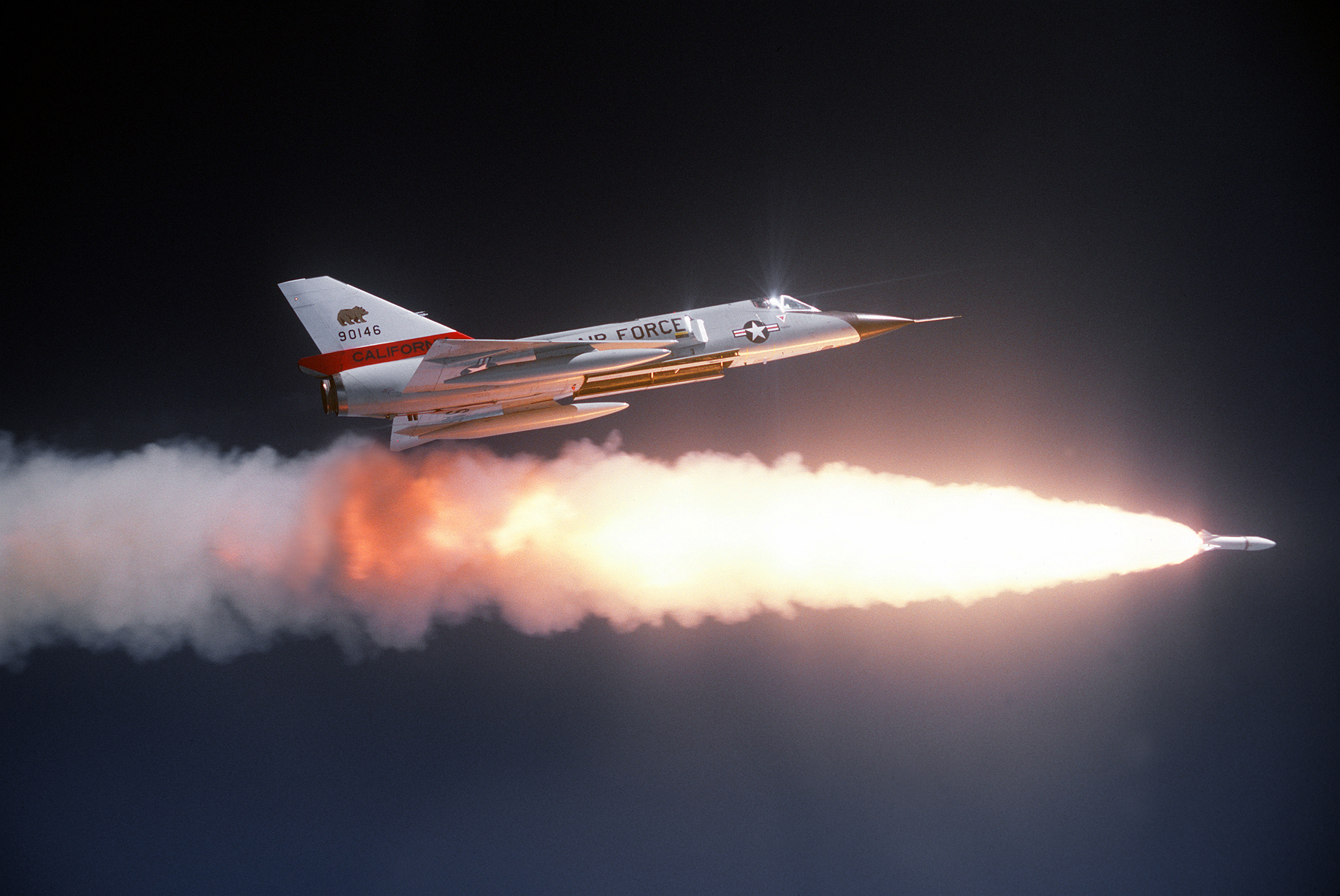
F-106A Delta Dart della California Air National Guard lancia un missile AIR-2 Genie.

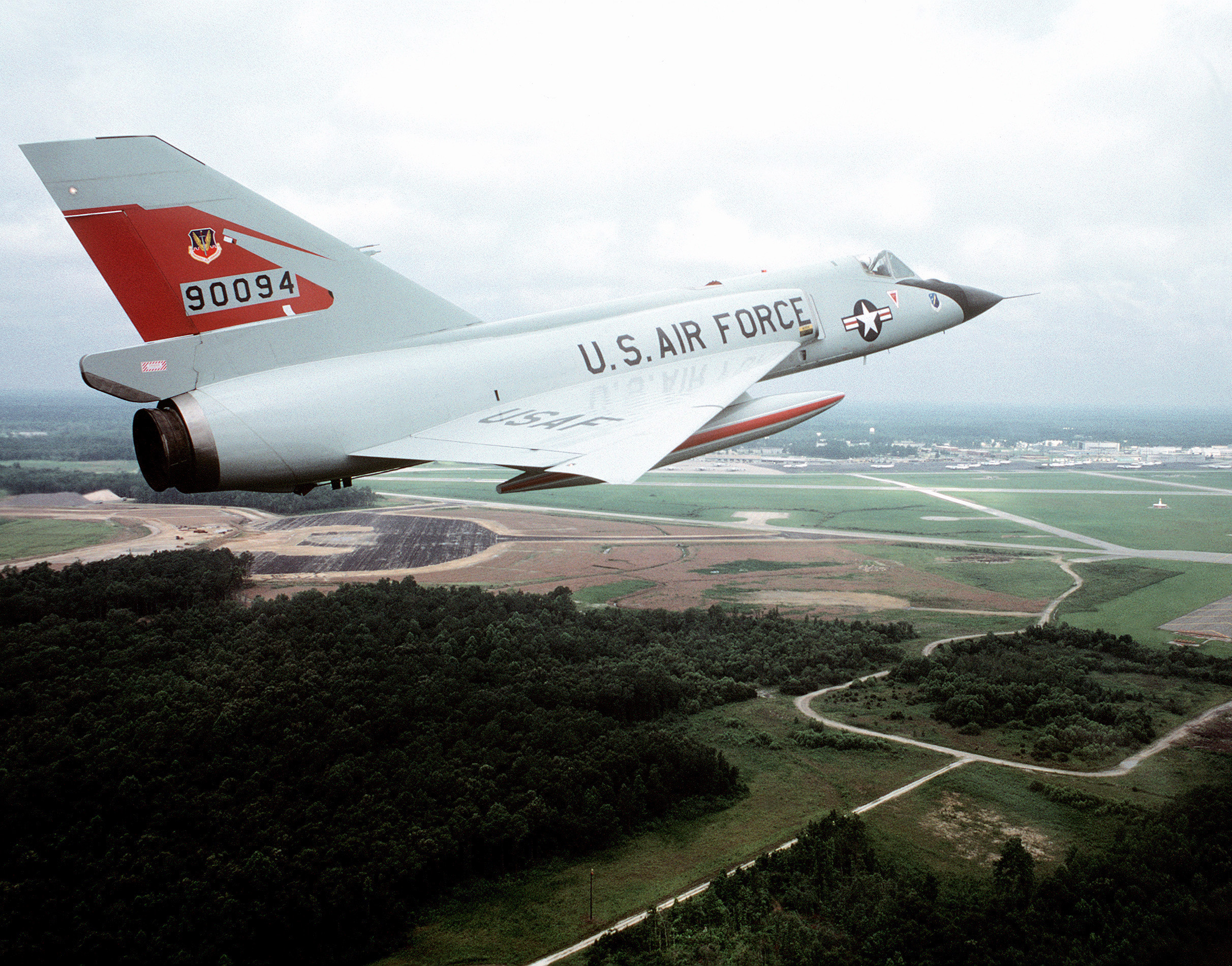
Un F-106A Delta Dart dell'87th Fighter Interceptor Squadron sorvola Charleston AFB nel 1982.

Il Convair F-106 Delta Dart è stato il principale caccia intercettore ognitempo dagli anni sessanta fino agli anni ottanta della United States Air Force, l'aeronautica militare statunitense. Progettato per essere l'"intercettore definitivo" (dalla definizione in inglese "Ultimate Interceptor"), è stato l'ultimo aereo statunitense progettato per essere dedicato esclusivamente a questo ruolo. Fu ritirato gradualmente dal servizio nel corso degli anni ottanta, sebbene la versione QF-106 fu utilizzata fino al 1998 come aereo bersaglio telecomandato.

## Storia

### Sviluppo
L'F-106 venne realizzato in seguito al programma dell'USAF WS-201A (anche noto come "1954 interceptor") lanciato nei primi anni cinquanta per mettere a punto un caccia intercettore entro il 1954. Il Delta Dart fu una evoluzione del Convair F-102 Delta Dagger, che stava per essere modificato fino ad uno standard inizialmente nominato F-102B. L'Aeronautica Americana ordinò questo modello nel novembre 1955, ma le modifiche richieste e le soluzioni progettuali adottate furono così vaste da far considerare il velivolo risultante come un nuovo progetto a tutti gli effetti e pertanto l'aereo venne rinominato F-106 il 17 giugno 1956.
Il cambiamento principale rispetto all'F-102 fu il nuovo disegno della fusoliera, riprogettata per tenere conto della regola delle aree. La nuova forma diminuì la resistenza aerodinamica fino a consentire di raggiungere velocità supersoniche in volo livellato. In aggiunta, l'F-106 venne motorizzato con un nuovo turbogetto Pratt & Withney J75 dotato di postbruciatore. Il sistema di avviamento motore era costituito da una turbinetta ed una bombola d'aria caricata alla pressione di 3.000 psi, lo stesso sistema era usato sull'F-84F
Vennero allargate le prese d'aria per far fronte alle nuove velocità e furono adottati condotti di ingresso a geometria variabile che migliorarono le prestazioni alle velocità supersoniche e permisero un accorciamento della lunghezza dei percorsi dei flussi di alimentazione di aria per il motore. La fusoliera fu resa più aerodinamica e vennero aumentate la superficie alare e quella del timone.
Allo scarico motore fu montato un dispositivo per ridurre la spinta con i motori al minimo (idle thrust reducer) che riduceva durante il rullaggio a terra il getto d'aria del motore e il potenziale rischio di proiettare ad alta velocità oggetti non ancorati lungo le aree di manovra negli aeroporti. La modifica non alterava le prestazioni del motore durante il funzionamento in volo agli alti regimi, compreso quelli con il postbruciatore. La fusoliera risultò anche lievemente più lunga di quella dell'F-102.
I collaudi in volo iniziarono tra la fine del 1956, e il 1957 con risultati deludenti, evidenziando inizialmente prestazioni molto inferiori a quelle preventivate. Dopo essere stata quasi sull'orlo di cancellare il programma, l'US Air Force decise comunque di ordinare 350 F-106, meno però dei 1000 previsti inizialmente. Furono introdotte modifiche minori e il nuovo aereo fu chiamato F-106A. Le consegne iniziarono a partire dall'ottobre 1959 e il velivolo equipaggiò 15 gruppi intercettori che vennero dotati anche della variante F-106B biposto da addestramento, in grado comunque di effettuare missioni di combattimento.
Nel dicembre 1959, il maggiore Joseph W. Rogers batté il record mondiale di velocità registrando la velocità di 2455,79 km/h con un Delta Dart a 12 300 m (40 500 ft).
L'F-106 fu dotato del sistema integrato di controllo del fuoco Hughes MA-1 in grado di interfacciarsi automaticamente con la rete di terra SAGE (Semi Automatic Ground Environment) per missioni di intercettazione GCI (ground control interception), permettendo all'aereo di essere guidato da terra dai controllori della difesa aerea. Fu armato con quattro missili aria-aria Hughes AIM-4 Falcon imbarcati in vani interni, insieme ad un solo missile GAR-11/AIM-26A Falcon a guida radar semi-attiva (guidato dagli echi radar riflessi dal bersaglio illuminato dal trasmettitore posto sull'intercettore) e dotato di testata nucleare o in alternativa un razzo AIR-2 (MB-2) Genie con una testata nucleare da 1,5 chilotoni. Entrambe queste armi nucleari erano intese per l'attacco a bombardieri in formazione.. Il sistema MA-1 si dimostrò estremamente inaffidabile e fu necessario sottoporlo a più di 60 modifiche durante la vita operativa.

### Impiego operativo
Nonostante le ottime caratteristiche, l'F-106 non fu impiegato in combattimento, ma fu soggetto di due rischieramenti, uno in Corea nel 1968 ed uno in Europa. Come molti altri velivoli statunitensi vide solamente il mercato del nord America, forse per via degli alti costi. Proprio mentre se ne prospettava il ritiro, nel 1972 l'F-106 veniva dotato di un cannone Vulcan M-61 da 6 canne rotanti e veniva modificato anche il tettuccio privandolo del "montante" centrale presente sino ad allora. Quell'anno vide il ritiro graduale degli F-106 dalla prima linea nella Difesa Continentale degli USA con il successivo "versamento" nei reparti della Guardia Aerea Nazionale. Il primo reparto dell'ANG ad assumerlo in servizio è stato quello del Montana il 3 aprile 1972. L'ultimo reparto ad avere in servizio gli F-106 fu il 119th FIS della New Jersey ANG, l'ultimo decollo su allarme avvenne il 7 luglio 1988; gli esemplari superstiti vennero versati all'AMARC della Davis-Monthan Air Force Base nell'agosto dello stesso anno. Gli ultimi F-106 (eccetto i droni) trovarono impiego presso la NASA che li ritirò definitivamente dai voli il 1º maggio 1998. Vennero costruiti un totale di 340 esemplari tra mono e biposto.

## Utilizzatori

### Militari
Stati Uniti
- United States Air Force
- Air National Guard

### Governativi
Stati Uniti
- NASA